# دوبرومیر (بلغارستان)
دوبرومیر (به بلغاری: Dobromir) یک منطقهٔ مسکونی در بلغارستان است که در Ruen واقع شده‌است.